# FHM
Pour les articles homonymes, voir FHM (homonymie).
 (décembre 2011).
Si vous disposez d'ouvrages ou d'articles de référence ou si vous connaissez des sites web de qualité traitant du thème abordé ici, merci de compléter l'article en donnant les références utiles à sa vérifiabilité et en les liant à la section « Notes et références ».
FHM (For Him Magazine) est un magazine mensuel masculin appartenant au groupe de presse allemand Bauer (groupe de presse) et adapté dans 29 pays, dont la France (chiffre novembre 2009). À sa création, en 1985, le magazine s'appelait For Him. Lors de son rachat par Emap en 1994, il a changé de nom pour devenir For Him Magazine.
L'édition britannique papier a pris fin avec le numéro de décembre 2015.

## Édition française
L'édition française a été créée en 1999 et en 2000 son tirage avoisinait 140 000 exemplaires mensuels. Elle a appartenu au groupe East Midlands Allied Press jusqu'en 2006, puis à Mondadori France jusqu'en décembre 2009. À la suite d'une baisse continue des ventes, de 160 000 en 1995[réf. nécessaire] à 117 000 en 2009 (ODJ DFP), elle a cessé sa publication après le numéro de décembre 2009.
Début janvier 2010, FHM France a été repris par le groupe 1633 SA, éditeur de Playboy, Maximal, Newlook, Rolling Stone et Men's Health. Le mensuel a repris ses ventes en février 2010, gardant la même maquette mais en repartant du numéro 1. En novembre 2011, on en était au numéro 21 de la nouvelle formule.
L'équilibre financier n'étant hélas plus atteint, le Groupe 1633 stoppe la publication du magazine à la fin de l'année 2014. Dès lors, il n'y a actuellement plus d'édition française de FHM.

## FHM TV
Il existe une chaîne de télévision FHM TV diffusée sur les sites Internet des versions anglophones du magazine[réf. nécessaire].

## Classement des «100 plus belles femmes du monde» selonFHM
Ce magazine est connu pour classer les 100 plus belles femmes du monde chaque année depuis 1995. Voici les élues depuis 1995, selon la version britannique du magazine.
- 1996 : Gillian Anderson
- 1997 : Teri Hatcher
- 1998 : Sarah Michelle Gellar
- 1999 : Britney Spears
- 2000 : Jennifer Lopez
- 2001 : Britney Spears (2)
- 2002 : Anna Kournikova
- 2003 : Halle Berry
- 2004 : Britney Spears (3)
- 2005: lina lopez
- 2006 : Keira Knightley
- 2007 : Jessica Alba
- 2008 : Megan Fox
- 2009 : Megan Fox (2)
- 2010 : Cheryl Cole
- 2011 : Rosie Huntington-Whiteley
- 2012 : Tulisa Contostavlos
- 2013 : Mila Kunis
- 2014 : Jennifer Lawrence
- 2015 : Michelle Keegan
- 2016 : Margot Robbie
- 2017 : Selena Gomez

Britney Spears est la plus titrée avec trois premières places à son actif[réf. nécessaire].

## Classement des «100 plus belles femmes» selonFHMédition française
- 2001 : Jennifer Lopez  -  Alyssa Milano  -  Laetitia Casta
- 2002 : Anna Kournikova - Monica Bellucci - Alyssa Milano
- 2003 : Halle Berry - Monica Bellucci - Britney Spears
- 2004 : Britney Spears - Monica Bellucci - Halle Berry
- 2005 : Paris Hilton - Angelina Jolie - Britney Spears
- 2006 : Adriana Karembeu - Naomi Watts - Tara Reid
- 2007 : Mélissa Theuriau - Eva Longoria - Jessica Alba
- 2008 : Monica Bellucci - Sophie Marceau - Angelina Jolie
- 2009 : Laure Manaudou - Sophie Marceau - Jessica Alba

Monica Bellucci a atteint le plus de fois le podium, Cameron Diaz-3e au classement général- n'a jamais été dans le top 20 durant ces onze éditions.
Jennifer Lopez (4e au classement général) sera donc la seule star à avoir remporté deux éditions FHM France.
Période réunie 2000-2010 (soit 11 éditions)
| classement | la plus belle femme | points |
| ---------- | ------------------- | ------ |
| 1          | Angelina Jolie      | 904    |
| 2          | Monica Bellucci     | 888    |
| 3          | Cameron Diaz        | 842    |
| 4          | Jennifer Lopez      | 833    |
| 5          | Alyssa Milano       | 760    |
| 6          | Laeticia Casta      | 736    |
| 7          | Adriana Karembeu    | 710    |
| 8          | Penelope Cruz       | 704    |
| 9          | Halle Berry         | 665    |
| 10         | Alizée              | 654    |

## Cover-Girls

### Nouvelle formule (depuis 2010)
- no 1 : Vanessa Demouy
- no 2 : Martina Stella
- no 3 : Julie Zenatti
- no 4 : Lady Gaga
- no 5 : Kim Kardashian
- no 6 : Inna
- no 7 : Pom Klementieff
- no 8 : Katy Perry
- no 9 : Mischa Barton
- no 10 : Natasha la copine du mois
- no 11 : Clara Morgane (3)
- no 12 : Olivia Wilde
- no 13 : Elle Liberachi
- no 14 : Hanah Nitsche
- no 15 : Anja Koppitsch

### Informations diverses
- Sur les 139 couvertures, 67 présentent des femmes européennes (48 Françaises, 5 Italiennes, 4 Britanniques, 2 Russes, 2 Ukrainiennes, 1 Suédoise, 1 Allemande, 1 Slovaque, 1 Belge, 1 Serbe et 1 Roumaine) tandis que les 69 autres présentent des femmes non-européennes (56 Américaines, 9 Canadiennes, 4 Australiennes, 2 Barbadiennes et 1 Colombienne).

- L'artiste figurant le plus en couverture est l'actrice américaine Carmen Electra, avec 6 couvertures, dont une en compagnie de ses ex-collègues d'Alerte à Malibu. Elle est suivie d'Alyssa Milano et de Beyoncé Knowles, avec 4 couvertures chacune, dont une avec les Destiny's Child pour la dernière.

- Les chanteuses Eve Angeli et Clara Morgane sont les Françaises figurant le plus en couverture (3 couvertures) suivies par les présentatrices Ariane Brodier et Anne-Gaëlle Riccio, et l'actrice porno Yasmine.

- Le no 42 est sorti avec 3 couvertures différentes avec l'une des participantes de la seconde Star Academy (Emma Daumas, Aurélie Konaté ou Eva).

- Le no 86 faisait appel au logiciel Photoshop pour mettre certaines animatrices de la télévision française en couverture (Mélissa Theuriau, Marie Drucker, Virginie Efira...) grâce à des montages avec le corps de miss FHM, ou prétendantes, d'autres pays.

## Style
Le ton général du magazine est humoristique : « FHM dont les trois valeurs-clés sont « funny, useful, sexy » se démarque de ses concurrents par un concept fondé sur l’humour et le loufoque »